# Kenchō-ji
Kenchō-ji (jap. 建長寺) – kompleks klasztorny szkoły zen rinzai w Kamakurze, najstarszy klasztor zen w Japonii, wzór konstrukcyjny dla wszystkich średniowiecznych klasztorów japońskich.

## Historia klasztoru
Klasztor został ufundowany przez regenta Hōjō Tokiyori, który zapragnął wybudować reprezentatywny klasztor w Kamakurze. Budowę ukończono w roku 1253 i otrzymał nazwę Kenchō po erze panowania cesarza Go-Fukakusy (後深草, pan. 1246-1260) "kenchō" (1249-1256). Opatem założycielem został mianowany chiński mistrz chan Lanxi Daolong (1213–1278), który w roku 1246 przybył do Japonii.
Klasztor wzorowany był na chińskim modelu klasztoru z góry Jing i był pierwszym całkowicie przeznaczonym dla szkoły rinzai klasztorem w Japonii. Od samego początku Lanxi narzucił w klasztorze ścisłe przestrzeganie chińskich reguł monastycznych i wkrótce jego imię stało się znane w całej Japonii. Gdy Tokiyori zaprosił do Kamakury drugiego chińskiego mistrza chan Wu’an Puninga (1197–1276), Lanxi przekazał mu stanowisko opata, a sam udał się do Kioto, gdzie objął stanowisko jedenastego opata klasztoru Kennin (1259-1261).
Uczniem mistrza Lanxi w Kenchō-ji został osiemnastoletni Nampo Jōmyō (1235–1308), który w 1259 roku udał się do Chin po dalsze nauki. Pod koniec swojego życia został opatem Kenchō-ji, który był wówczas najbardziej prestiżowym klasztorem zen w Japonii. Jego uczniami w tym czasie byli m.in. Shūhō Myōchō (1282–1338) oraz Kanzan Egen (1277–1360).
Puning przybył do Japonii w 1260 roku i energicznie kontynuował działania rozpoczęte przez mistrza Lanxi. Tokiyori całkowicie mu zaufał, praktykował zen i osiągnął oświecenie. Mimo dość zaawansowanego wieku, jego dynamizm przyciągnął do klasztoru wielu uczniów, z których wybrani stanowili najbliższy krąg wokół mistrza. Jego styl nauczania był czysto zakorzeniony w szkole linji. Otrzymał tytuł Sōkaku Zenji i tak też nazwano jego linię przekazu, która szybko wygasła. Jednak mistrz nie mógł się dobrze zaadaptować do japońskich warunków i 1263 roku powrócił do Chin.
Po powrocie mistrza Lanxi do Kamakury Tokiyori najpierw wyznaczył go na opata nowego klasztoru Zenkō, a gdy opróżniło się miejsce opata Kenchō-ji, ponownie został opatem tego klasztoru. W 1265 roku mistrz Lanxi został oskarżony o szpiegowanie na rzecz władz mongolskich w Chinach i skazany dwukrotnie na wygnanie. Tuż przed śmiercią pozwolono mu na powrót do Kenchō-ji. Linia przekazu utworzona przez mistrza nazwana został od jego tytułu Daikaku Zenji (Mistrz zen Wielkiego Oświecenia). Daikaku-ha była liczna i stanowiła znaczącą siłę w ówczesnej szkole rinzai.
Kolejnym chińskim opatem klasztoru został mistrz chan Yishan Yining (1247–1317). Jego nauczanie cieszyło się takim powodzeniem, że klasztor nie mógł wszystkich pomieścić. Yishan wymyślił więc egzamin dla chętnych mnichów, głównie polegający na weryfikacji literackich umiejętności kandydatów. Taki test zdał m.in. Musō Soseki. Kulturalno-religijny program Yishana stał się prekursorskim praogramem dla systemu gozan.
Uczniem mistrza Yishana był jeden z najbardziej wpływowych mnichów-poetów Kokan Shiren (1278–1346), który został później spadkobiercą mistrza zen Tōzana Tanshō (1231–1291) i oprócz sławy poetyckiej, zyskał sławę jako opat Nanzen-ji i Kenchō-ji.
W 1326 roku do Japonii przybył mistrz chan Qingzhuo Zhengcheng (1274–1339) i również został opatem tego klasztoru, a potem i innych także w Kioto. Poświęcił się m.in. pracy nad przystosowaniem chińskich reguł klasztornych do zwyczajów japońskich.
Opatem klasztoru był także inny chiński mistrz, jednak pochodzący z tradycji caodong (jap. sōtō), Dongming Huiri (1272–1340), który ostatecznie przyjął styl szkoły rinzai, gdyż jego zainteresowania sztuką predestynowały go do tego ruchu. Jego uczniem był w Kenchō-ji Jakushitsu Genkō (1290–1367).
W drugiej połowie XIII wieku centrum ruchu zen stała na jakiś czas się Kamakura i pięcioma klasztorami z tego miasta, które znalazły się w systemie "gozan", były Kenchō (na miejscu pierwszym), Engaku (2), Jufuku (3), Jōmyō(4) oraz Jōchi (5). Na ostatnim spisie dokonanym w czasie panowania Yoshimitsu Ashikagi (1358–1408) kolejność trzech pierwszych klasztorów jest identyczna, natomiast dwa ostatnie zamieniły się miejscami. W tym czasie klasztory Kamakury były już podrzędne w stosunku do klasztorów z Kioto.
Po pożarach w XIV i XV wieku, które strawiły wiele budynków, klasztor został odbudowany przez Takuana Sōhō (1573–1645).

## Architektura klasztoru
Ze wszystkich średniowiecznych klasztorów Japonii, Kenchō-ji (Kamakura) i Tōfuku-ji (Kioto) są prawdopodobnie najbardziej znaczące z architektonicznego punktu widzenia. Najstarsze plany architektoniczne dostarczyły cennych informacji o podobieństwach budowy obu tych klasztorów. Gdy klasztor Tōfuku uległ częściowemu spaleniu w 1319 roku, mnisi z Kenchō-ji dostarczyli kopie oryginalnego planu, który został wykorzystany przy budowie obu klasztorów. Gdy na początku XV wieku pożar strawił cały klasztor Kenchō sięgnięto do wcześniejszych kopii planów i klasztor został błyskawicznie odbudowany, chociaż tylko częściowo zgodnie z pierwotnym układem.
Ogólny styl użyty w Kenchō-ji może być uważany za pierwotny model dla wszystkich średniowiecznych klasztorów zen w Japonii. Ten klasyczny styl nosi nazwę shichidō-garan (siedmiobudynkowy klasztor).
Architektura Kenchō-ji odzwierciedlała chiński model architektoniczny z góry Tiantong. Odbiegała jednak w kilku detalach od oryginału. Klasztor zaprojektowany był wzdłuż osi północ-południe. Wejście wiodło przez tzw. "górską bramę" (jap. sanmon), która symbolizowała oczyszczenie z pożądań i myślenia pojęciowego, i wkroczenie krainę "pustki". Stamtąd droga wiodła do leżącego na osi budynku Buddy (jap. butsuden). Ponieważ wszelkie rytuały związane z Buddą musiało poprzedzać oczyszczenie, na lewo i prawo od osi, za bramą, a przed budynkiem Buddy znajdowały się latryna (jap. tōsu) i łaźnia (jap. yokushitsu). Na lewo i na prawo od osi klasztoru, za budynkiem Buddy znajdowały się budynek mnichów (jap. sōdō) i kuchnia (jap. kuri). Budynek mnichów służył do medytacji. Następnym (trzecim) budynkiem leżącym na osi był budynek Dharmy (jap. hattō), w którym oświecony mnich wygłaszał wykłady poświęcone sutrom. Było to centrum całego kompleksu.
Pierwotnie kompleks zawierał oprócz głównego korpusu klasztornego 49 świątyń (tatchū; -in), z których po pożarach w XIV i XV wieku do dziś przetrwało 10.

## Obiekty klasztoru
Oto obiekty klasztoru poczynając od bramy:

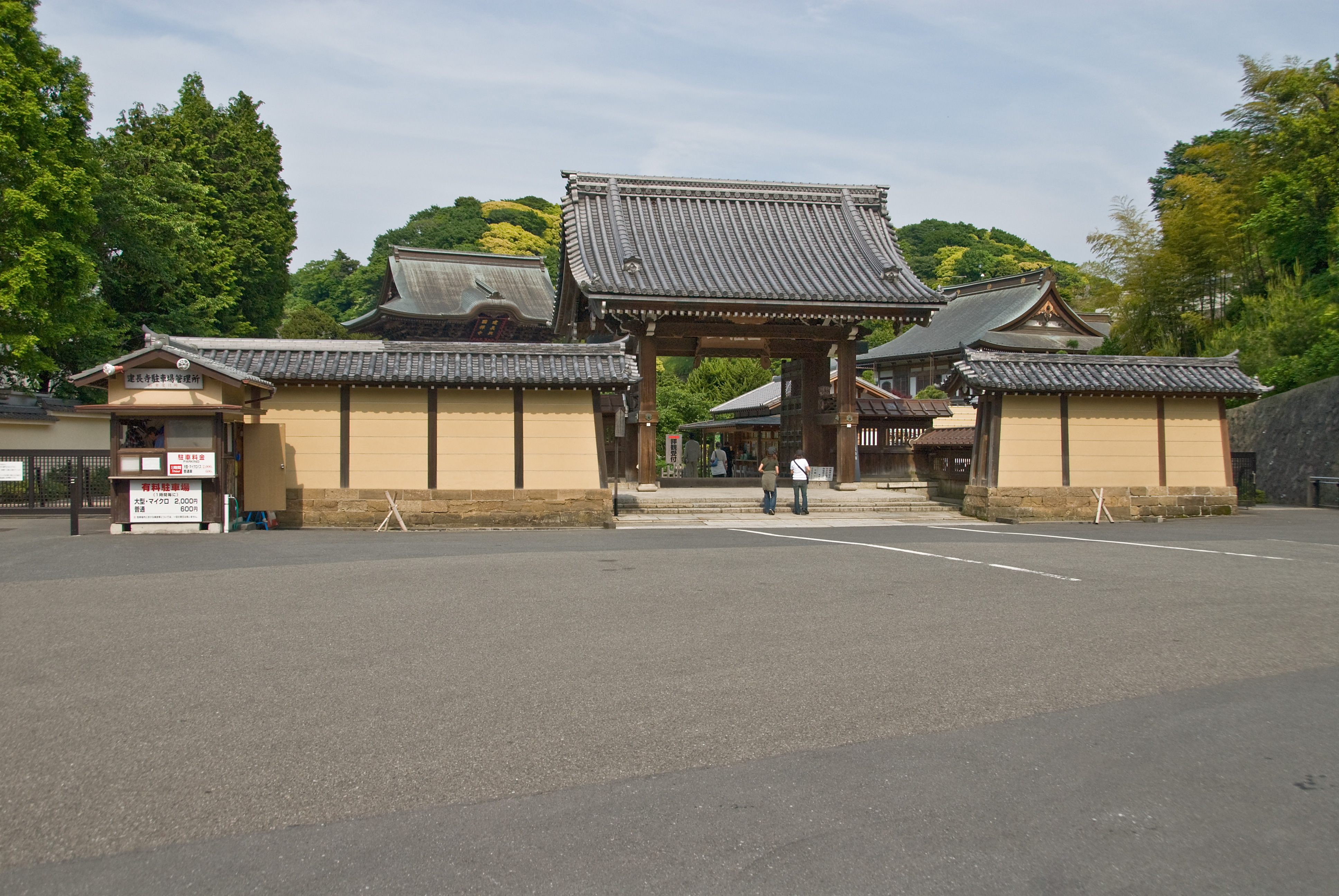
Sōmon (brama zewnętrzna) – została tu przeniesiona z klasztoru Hanju Zanmai-in w Kyoto[8].
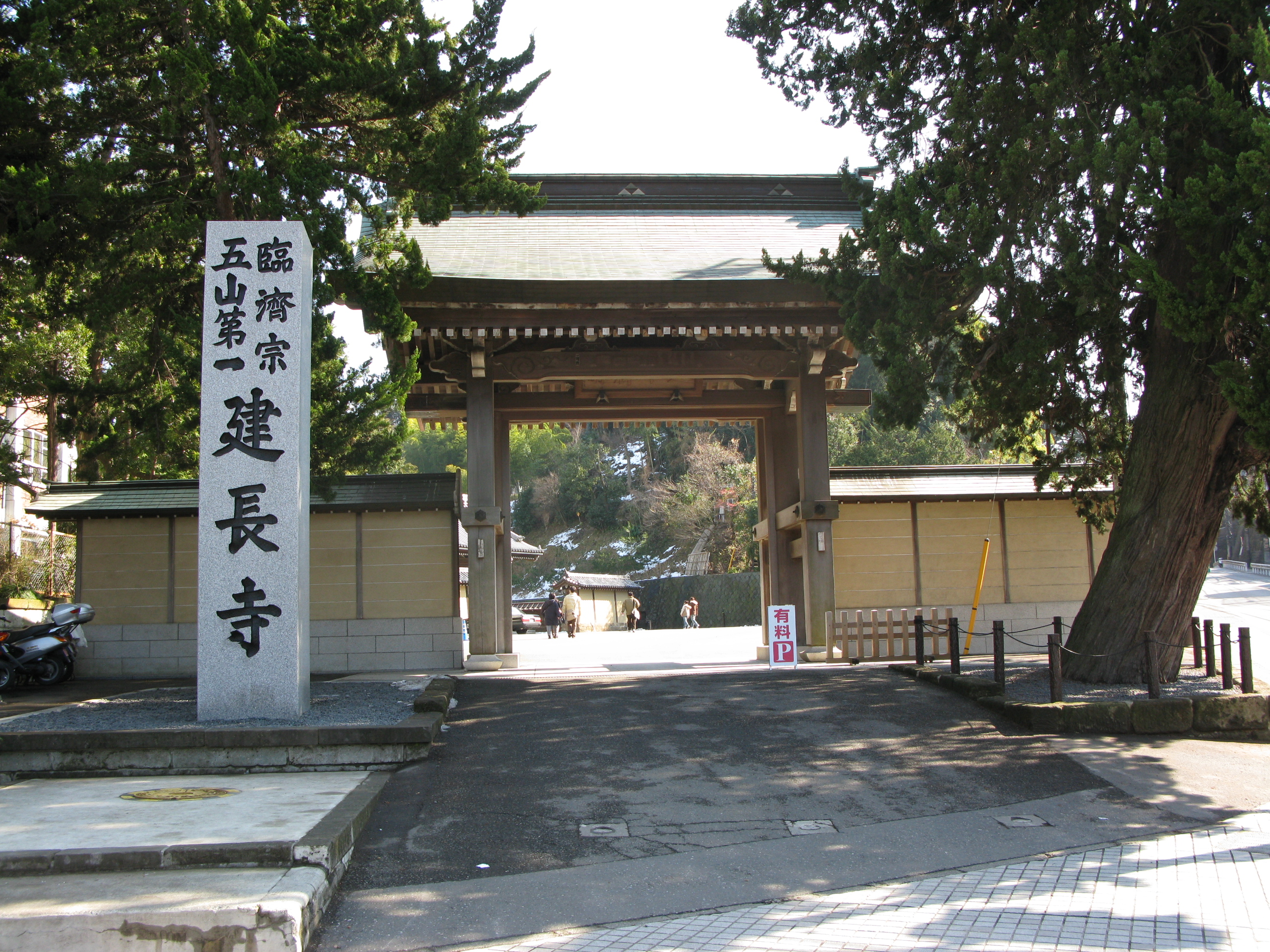
Sanmon (Górska Brama, główna brama), pochodzi z 1754 roku z donacji ludzi z całego okolicznego regionu. Według legendy, szop (jap. tanuki) pomógł w zbieraniu pieniędzy przemieniając się w mnicha, aby odwdzięczyć się za dobroć kapłanów z klasztoru. Z tej przyczyny nawet i dziś bramę tę nazywa się Tanuki-mon (狸門, bramą szopa)[8].
- Bonshō (Dzwon klasztorny), został odlany w 1255 roku. Skarb Narodowy Japonii.
- Butsuden (Budynek Buddy), został przeniesiony do Kamakury z Zōjō-ji w Tokio w 1647 roku[8].
- Hattō (Budynek Dharmy), pochodzi z 1814 roku. Największa drewniana konstrukcja w całej wschodniej Japonii[8].
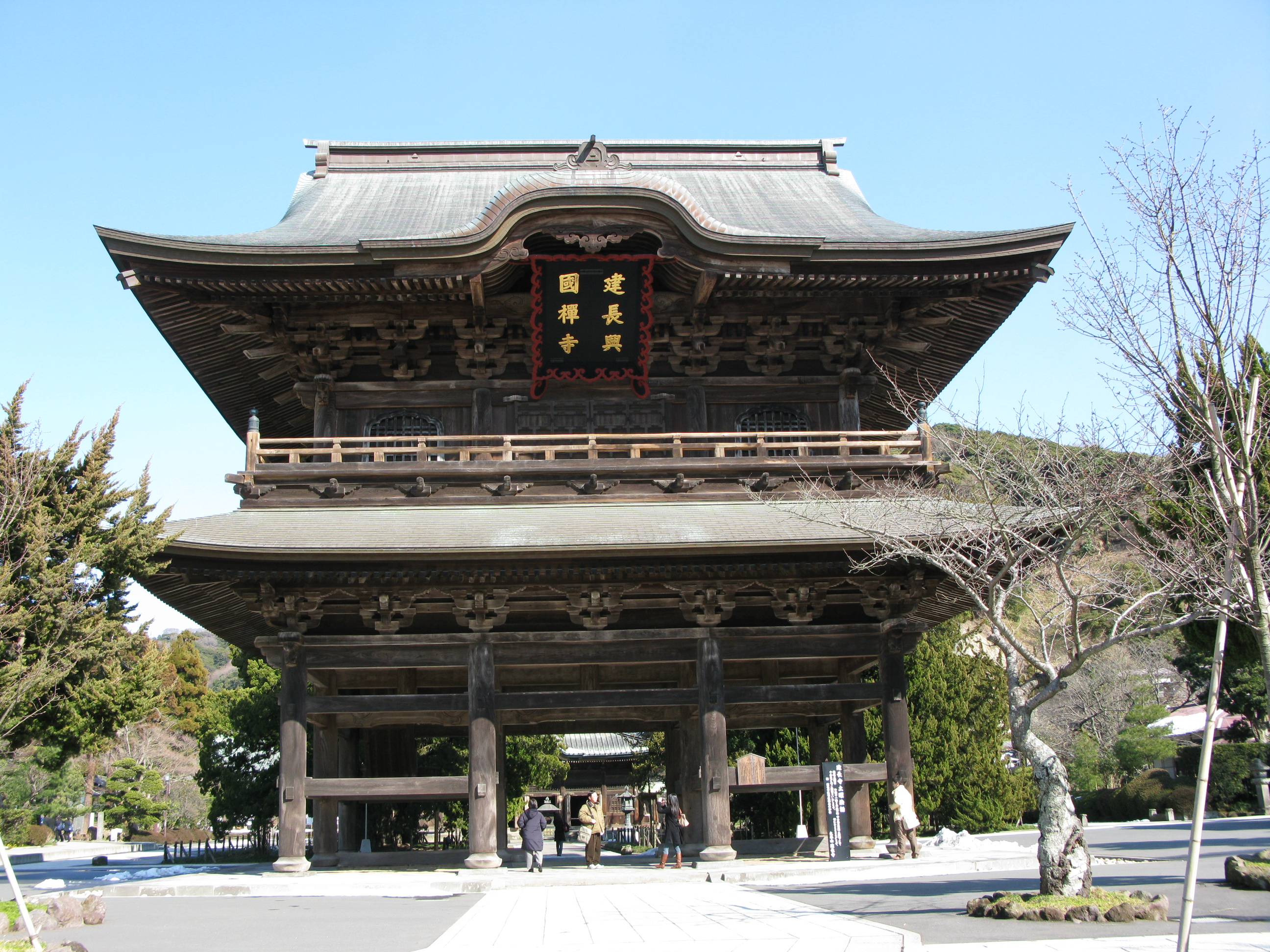
Karamon (Wielka Brama), również przeniesiona tu z Zōjō-ji.
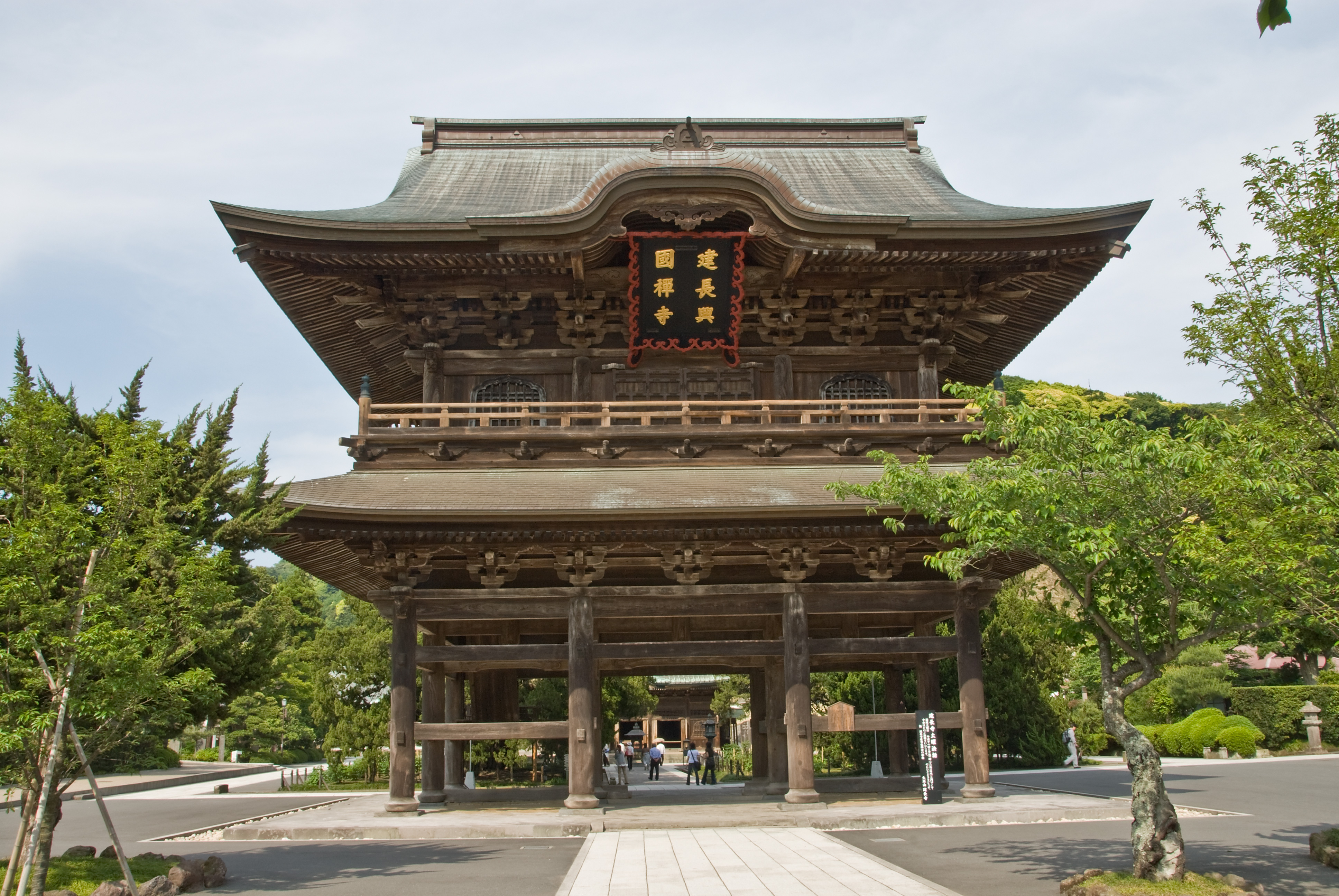
Brama
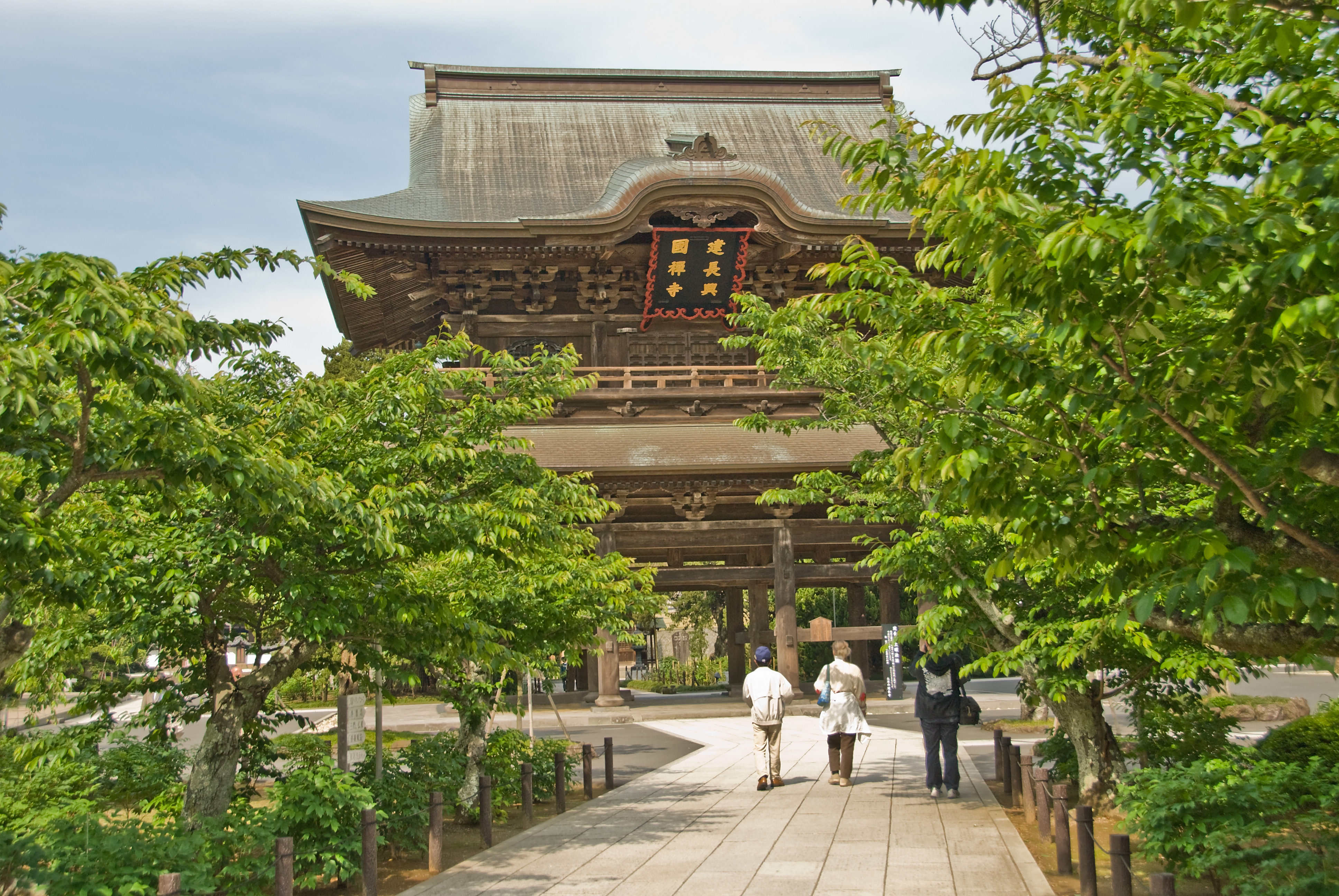
Brama
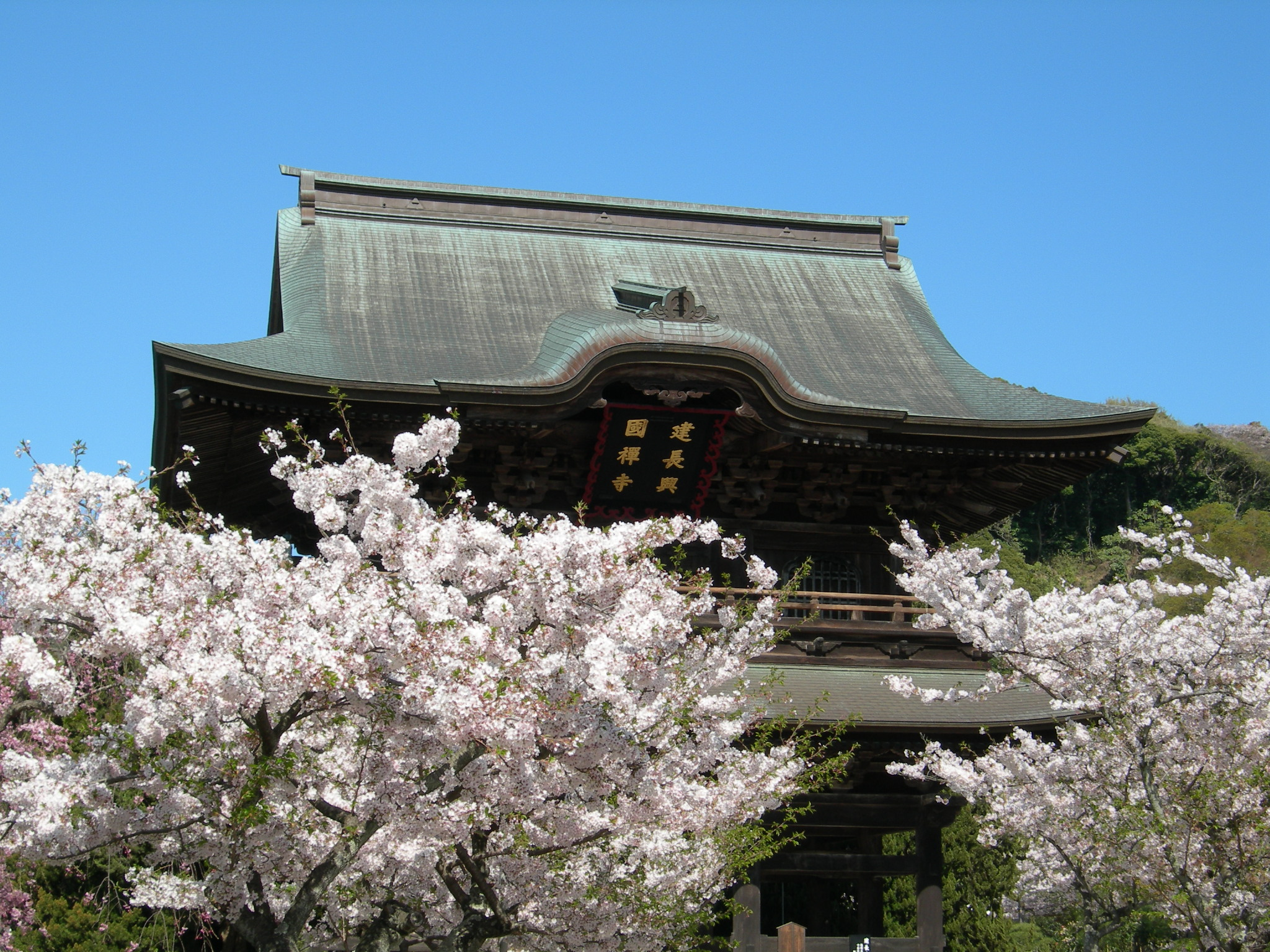
Brama
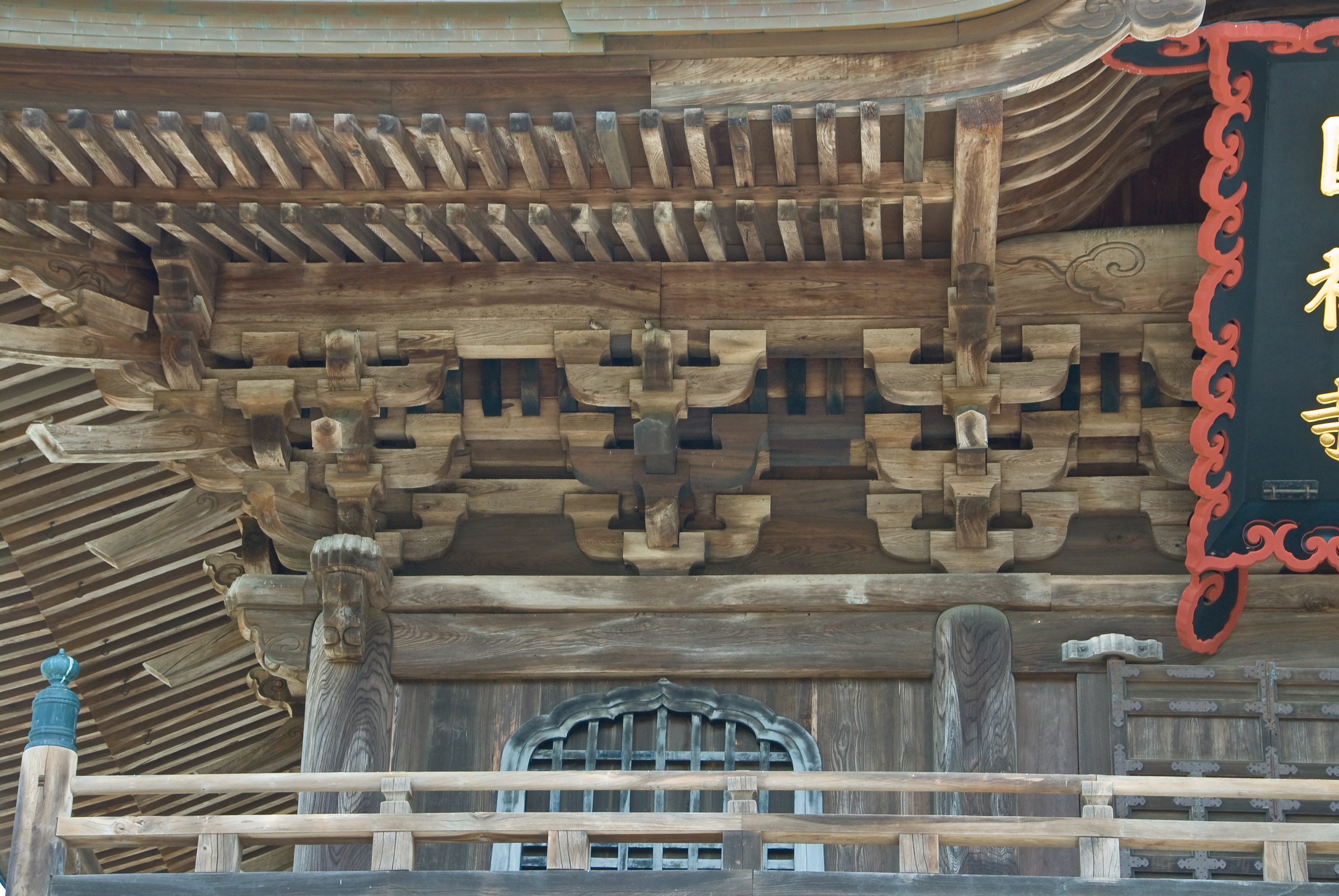
Detal bramy
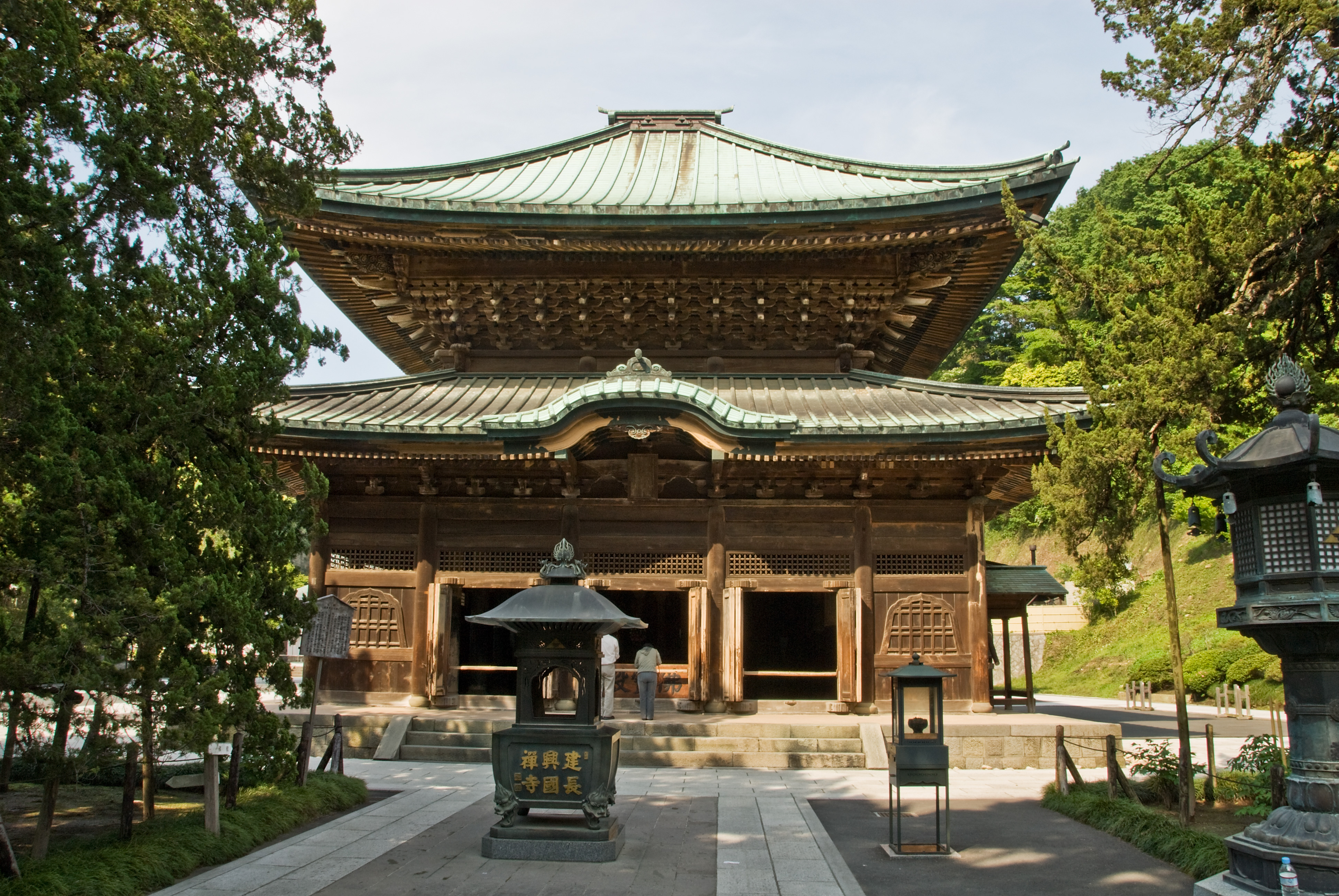
Butsuden
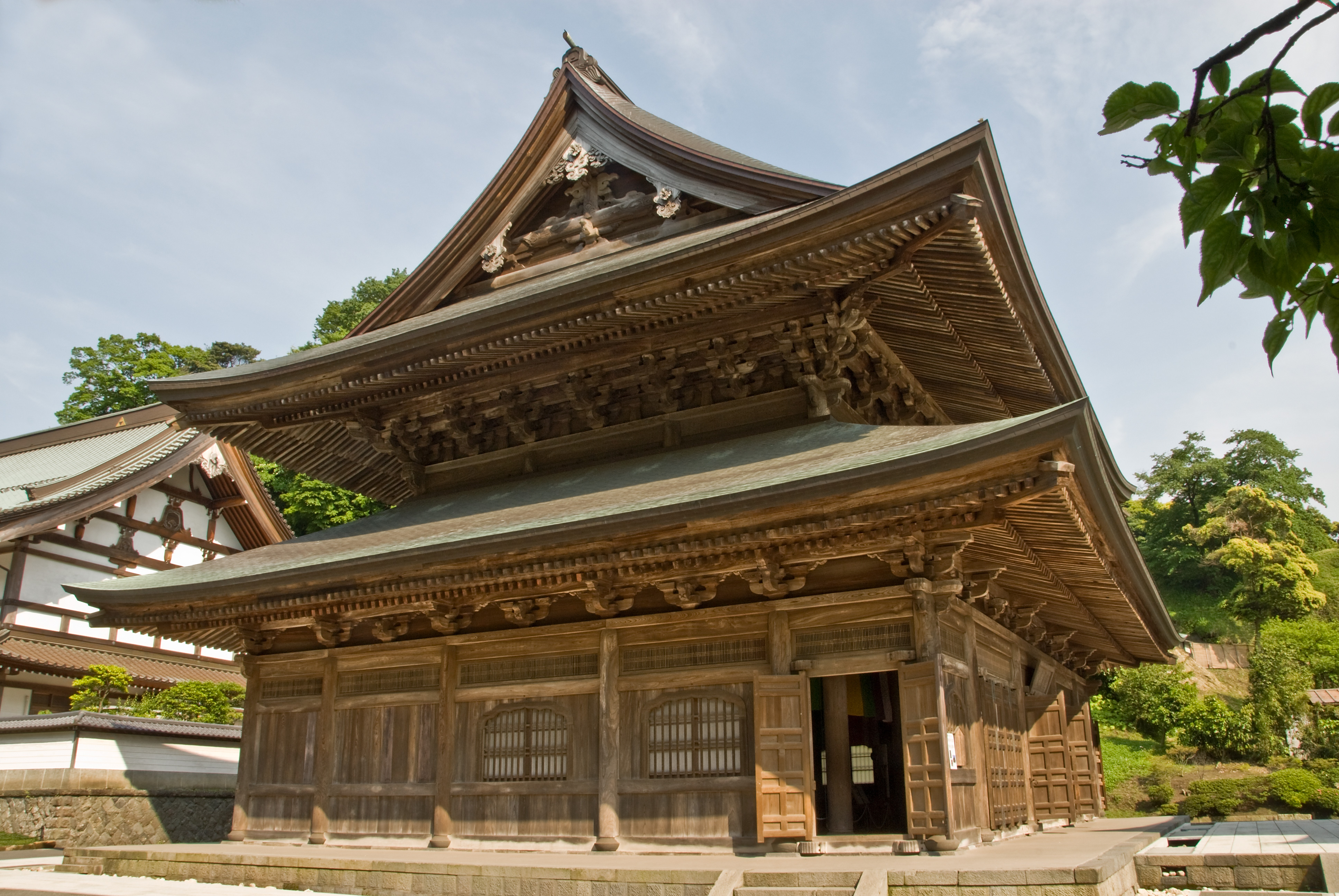
Główny budynek (hattō)
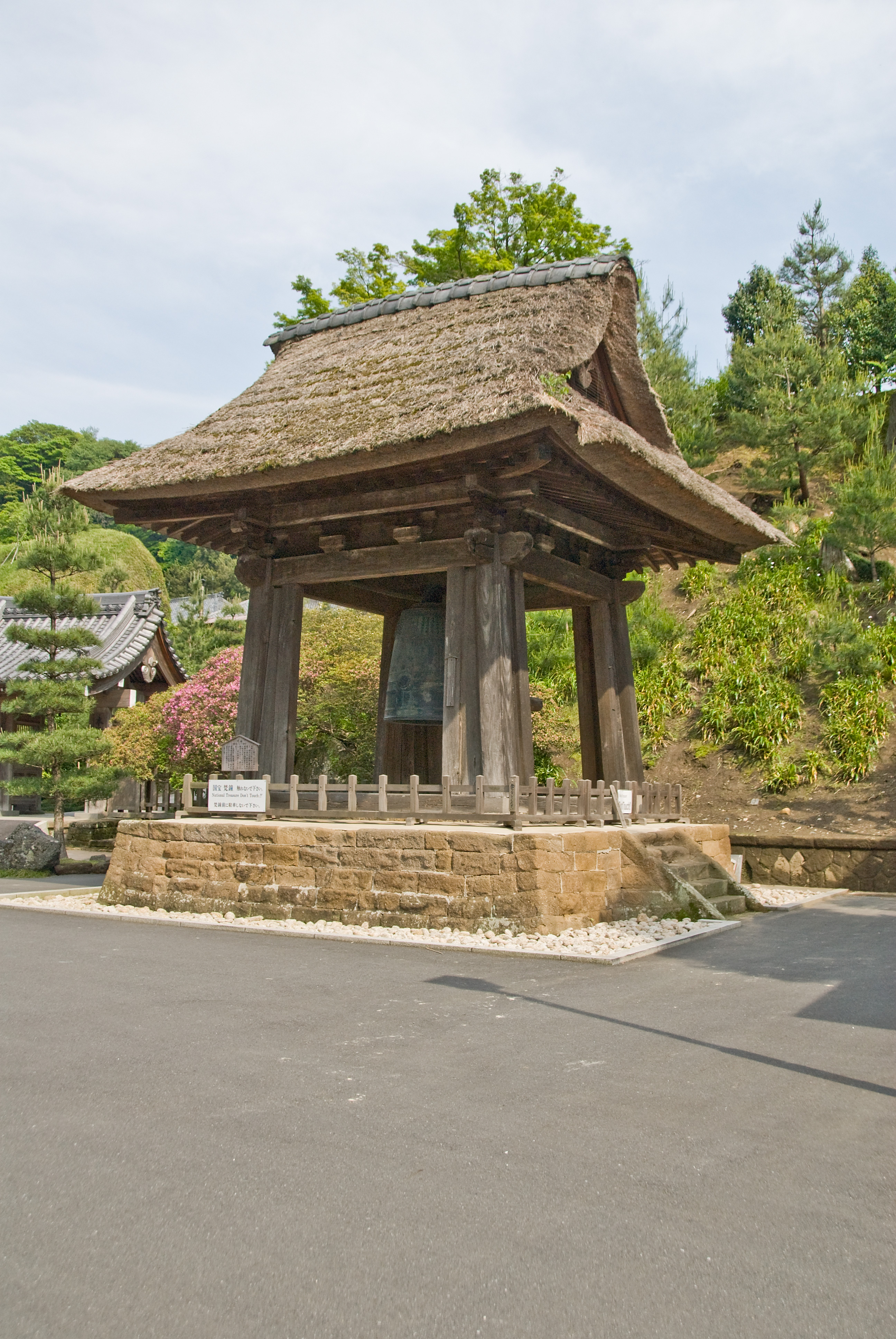
Pawilon dzwonu
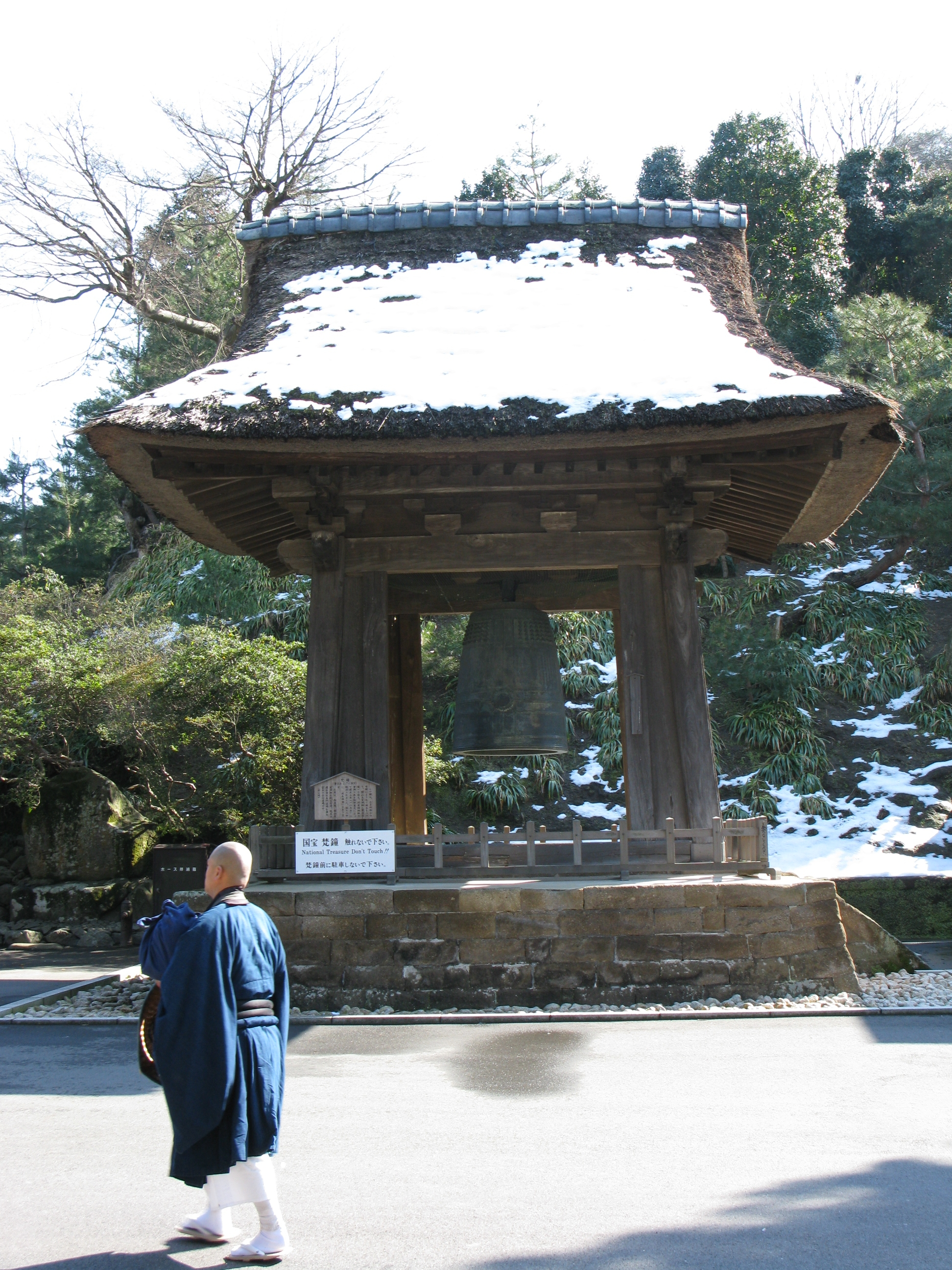
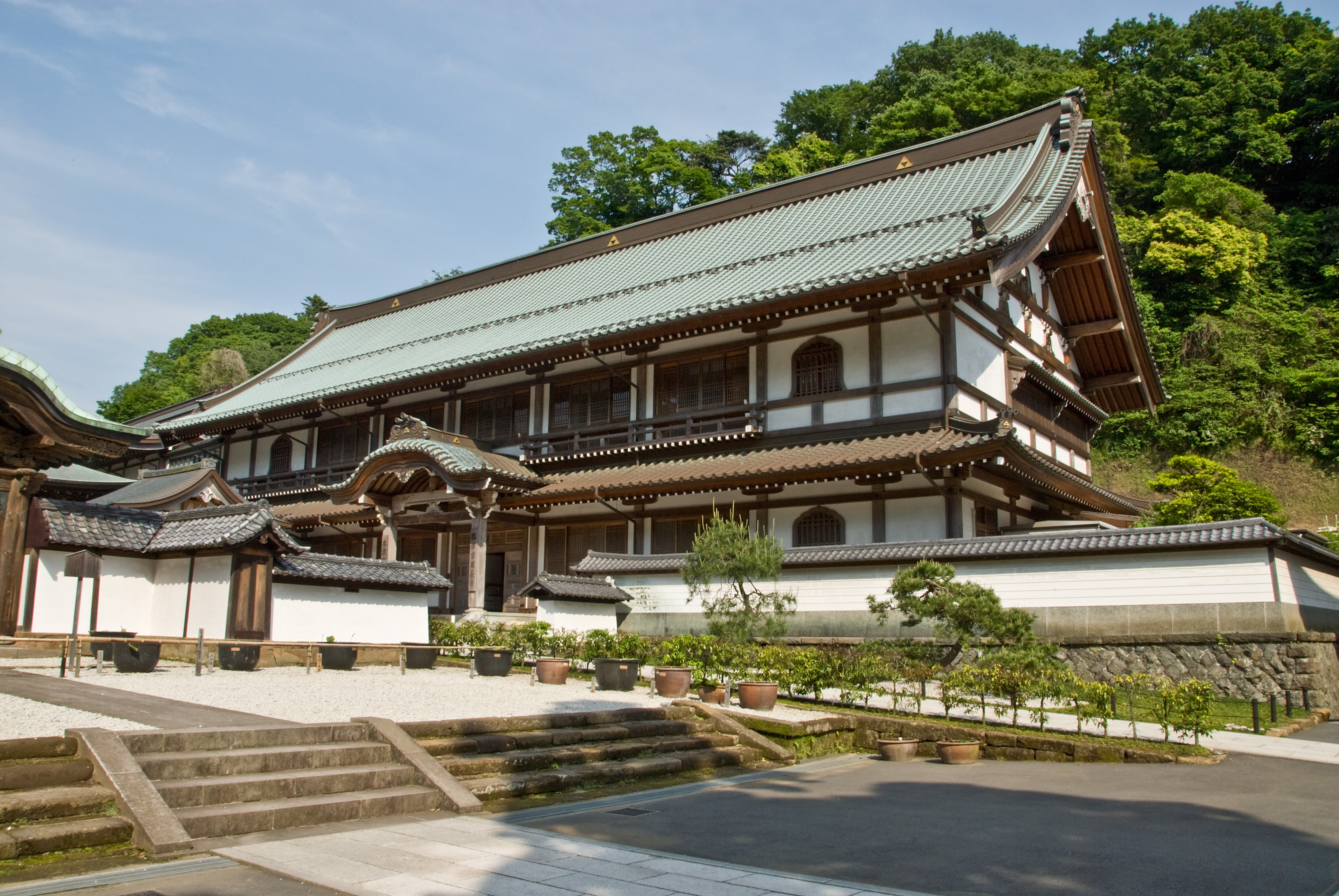
Daikuri
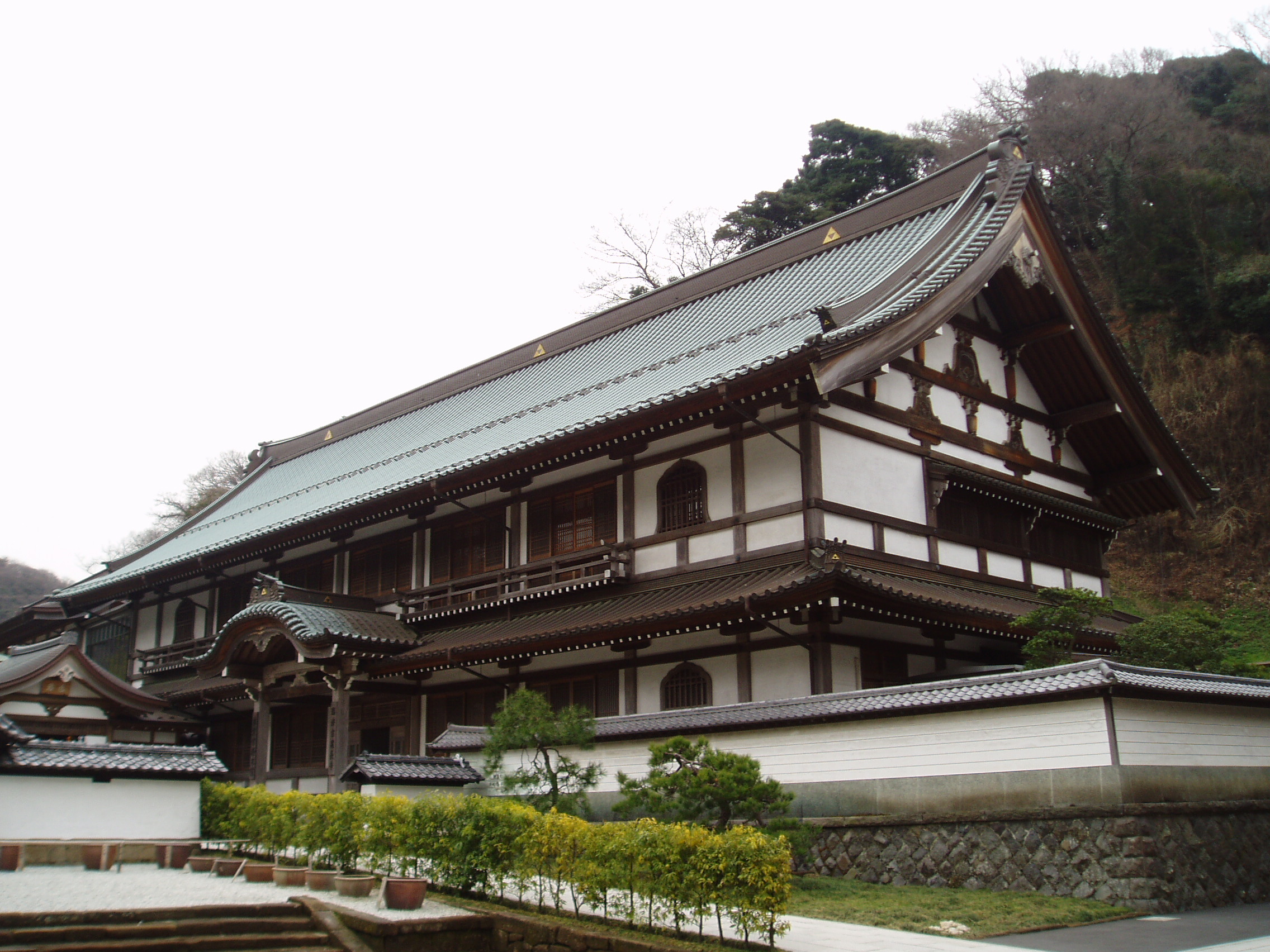
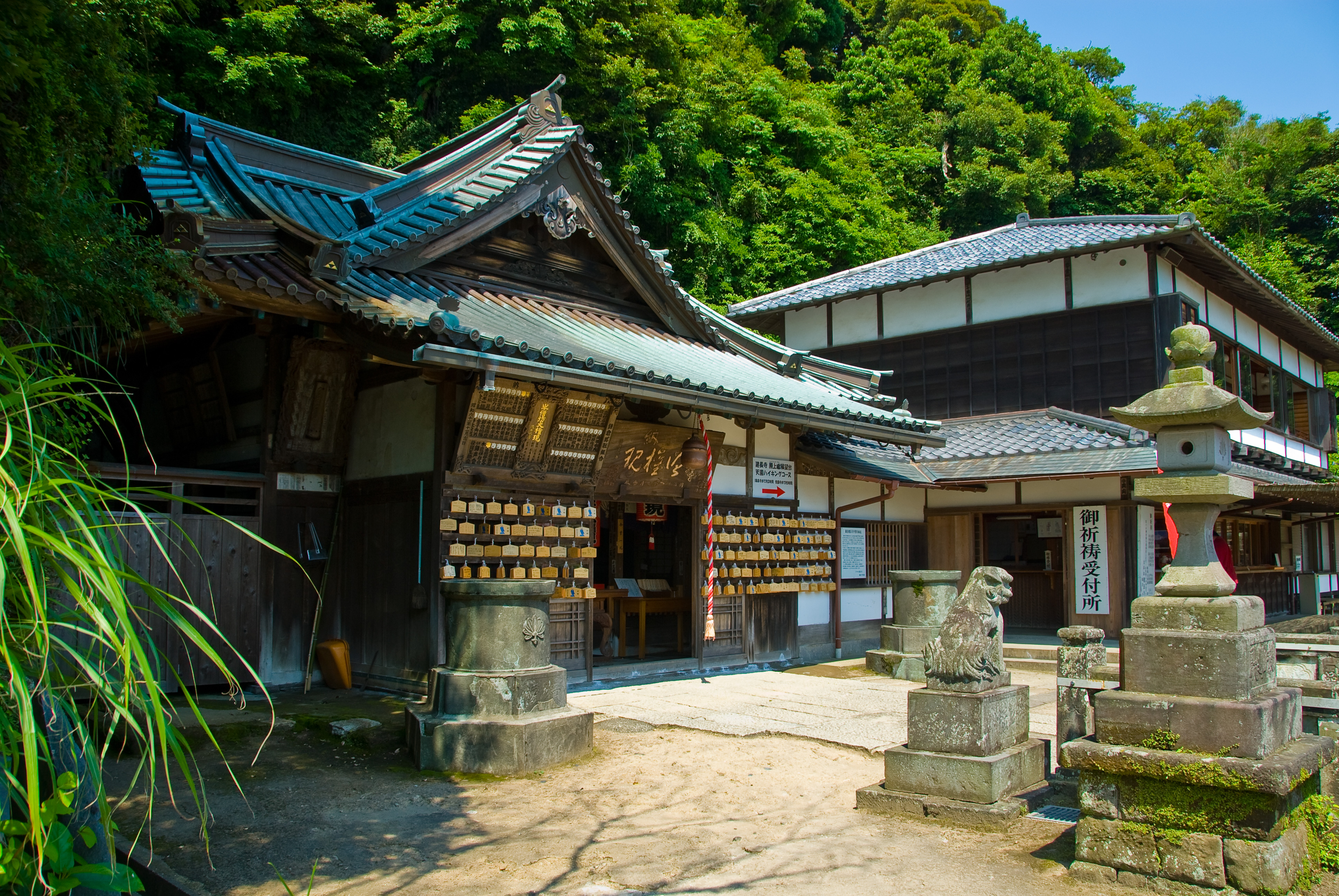
Hansōbō - świątynia shintō
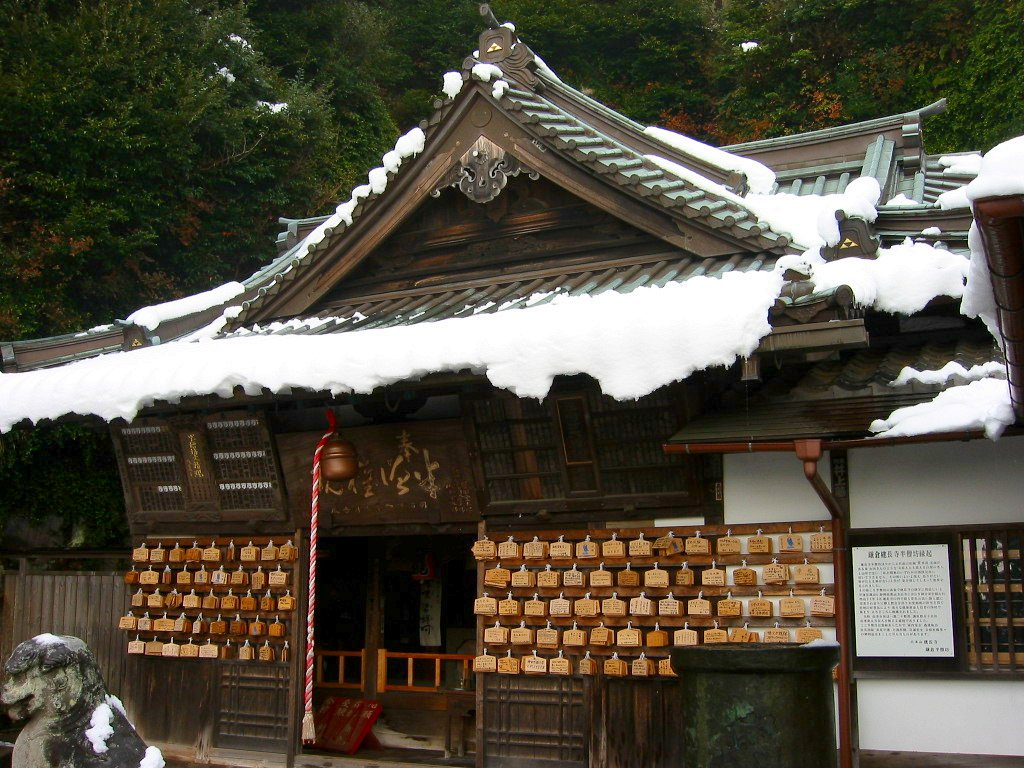
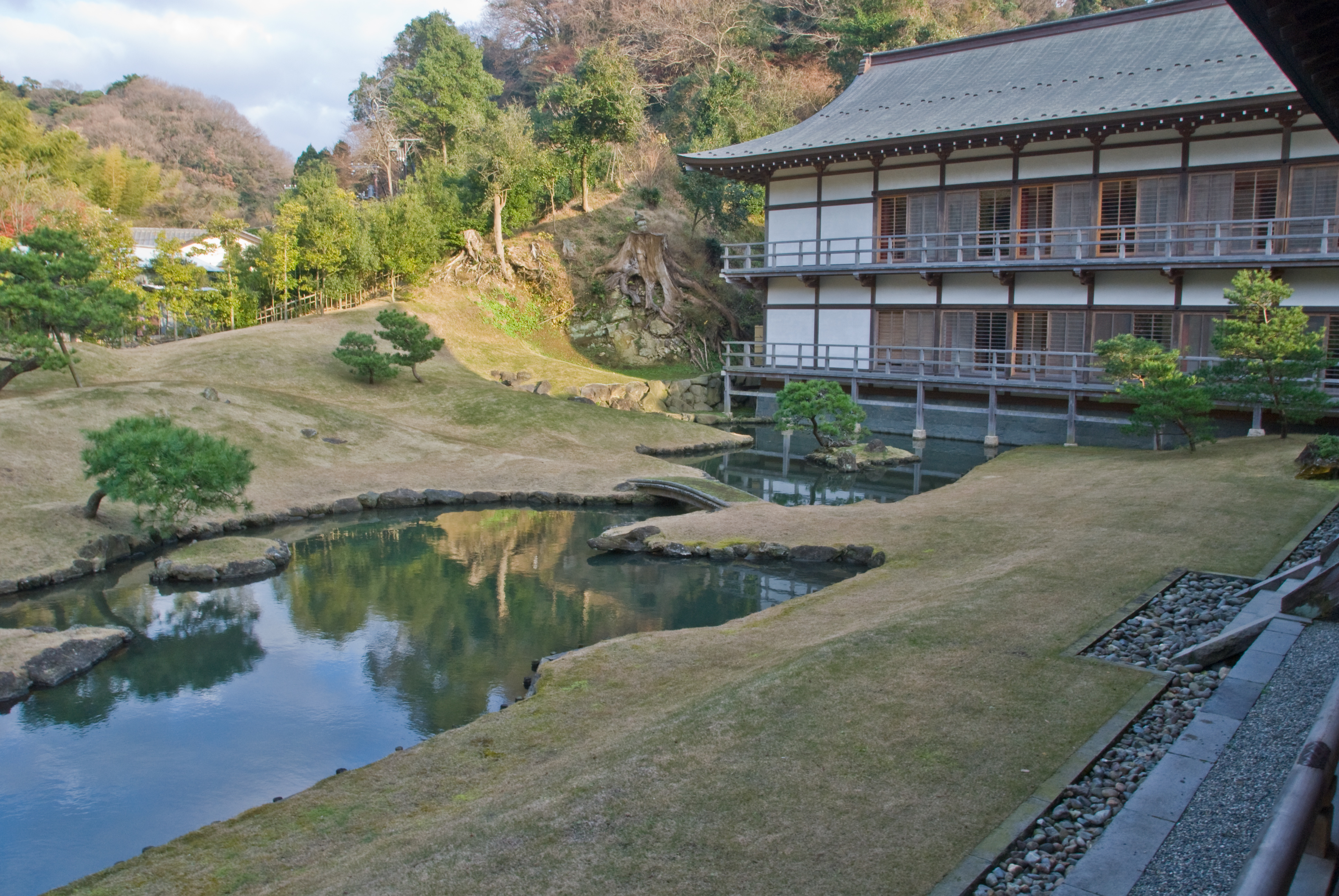
Staw
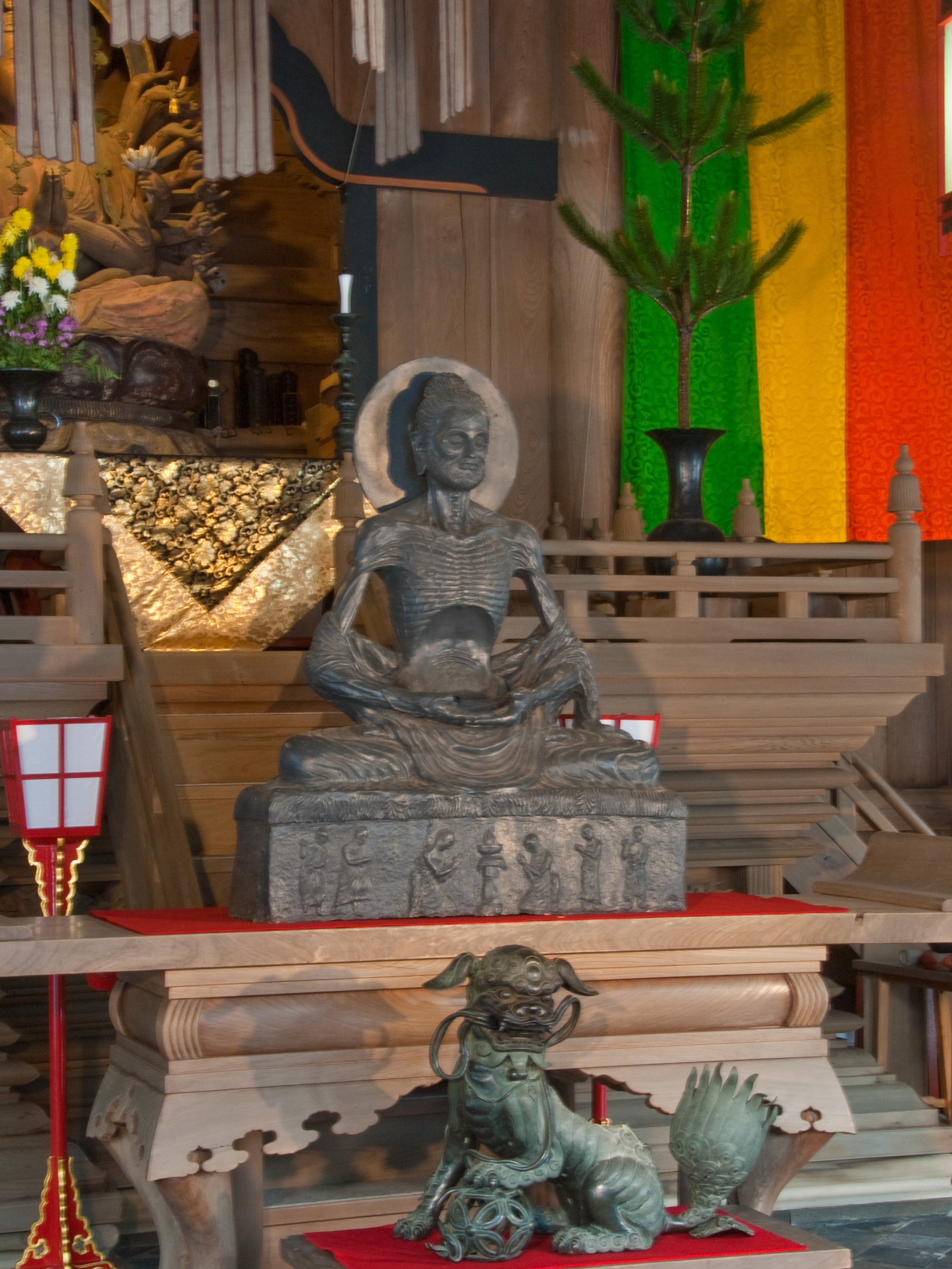
Rzadkie wyobrażenie głodującego Buddy
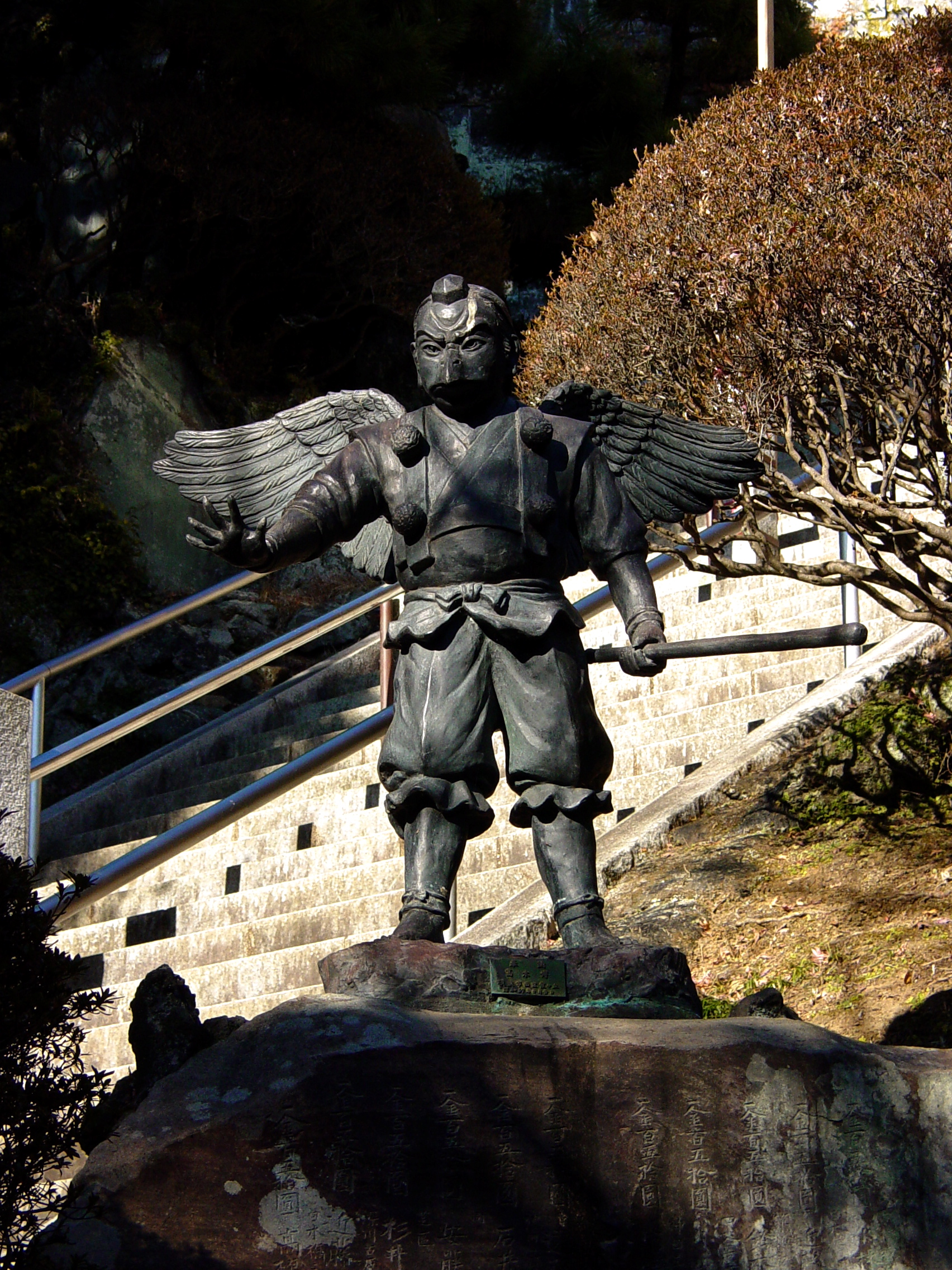
Tengu
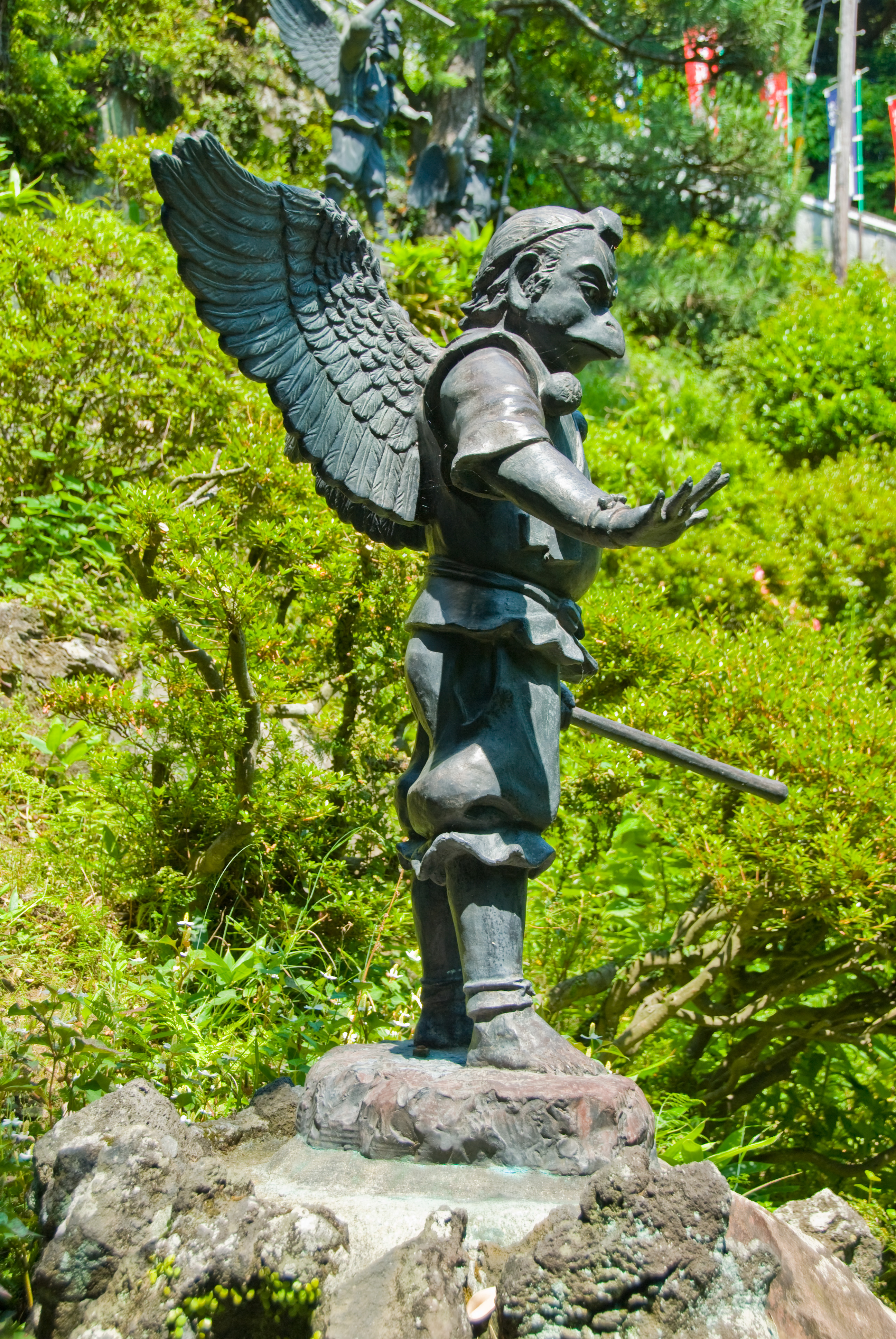

- Hōjō (mieszkanie opata), przeniesione z Hanju Zanmai-in.
- Shinji Ike (Staw w kształcie umysłu?), staw za hōjō, który został ukształtowany w kształcie chińskiego znaku 心 (umysł/serce). Został założony i zaprojektowany przez Musō Sosekiego.
- W części zamkniętej dla publiczności znajdują się takie budynki jak zendō (budynek medytacyjny), kaisandō (budynek założyciela) i biura administracji klasztoru.

## Adres klasztoru
- 8, Yamanouchi, Kamakura, Kanagawa 247-0062